# Esquerda Nacionalista
Esquerda Nacionalista (EN, Izquierda Nacionalista) fue un partido político español de ideología nacionalista gallega formado en 1992. Estuvo integrado en el Bloque Nacionalista Galego (BNG), en cuyo Consejo Nacional contaba con nueve miembros. Propugnaba la independencia de Galicia y la reintegración gradual del gallego en el portugués. Publicaba el periódico EN Galiza y promovía la Fundación Enclave.
EN apoyó el «sí» en el referéndum sobre el tratado de la Constitución Europea de 2005. Tras su VI Asamblea Nacional, celebrada el 30 de marzo de 2008 en Santiago de Compostela, Xosé Chorén fue elegido su secretario nacional y Alberte Xullo Rodríguez Feixoo su presidente. Ese mismo año sufrió una escisión que dio lugar a Espazo Socialista Galego, un nuevo partido en principio también integrado en el BNG.
El 12 de febrero de 2012 se anunció el abandono de EN del BNG tras la última asamblea de este; asimismo, anunció que dejaba sus siglas en un "estado latente" para colaborar de pleno en el nuevo proyecto político liderado por Máis Galiza.